# CCR8 (gen)
Thụ thể chemokine C-C type 8, còn được gọi là CCR8, là một protein được mã hóa bởi gen CCR8 ở người. CCR8 gần đây cũng đã được chỉ định là CDw198 (cụm biệt hóa w198).

## Chức năng
Gen này mã hóa một thành viên của họ thụ thể chemokine beta, được dự đoán là một protein bảy đoạn xuyên màng tương tự như các thụ thể bắt cặp với protein G. Các chemokine và các thụ thể của chúng rất quan trọng đối với sự di chuyển của các loại tế bào khác nhau vào các vị trí viêm. Protein thụ thể này biểu hiện ưu thế trong tuyến ức. Phối tử của CCR8 là CCL1. CCL8 cũng là một chất chủ vận CCR8.
Các nghiên cứu về thụ thể này và các phối tử của nó cho thấy vai trò của nó trong việc điều hòa quá trình hóa ứng động bạch cầu đơn nhân và quá trình chết tế bào theo chương trình của tế bào tuyến ức. Cụ thể hơn, thụ thể này có thể góp phần đưa các tế bào T hoạt hóa vào các vị trí chứa kháng nguyên và các vùng chuyên biệt của các mô lympho. Gen này nằm ở cụm gen thụ thể chemokine.